# Kadokawa Shoten

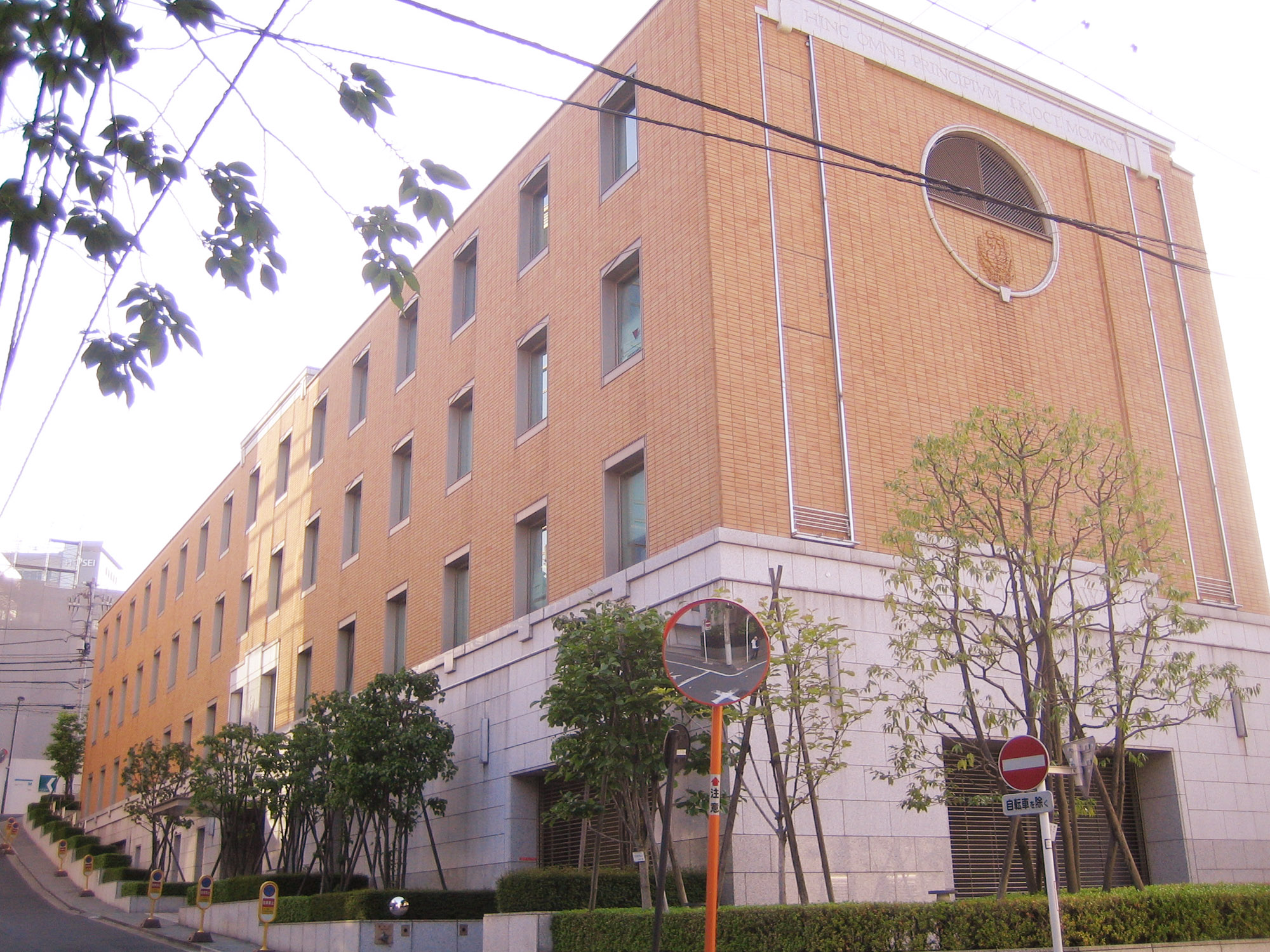
Verlagshaus von Kadokawa Shoten

Kadokawa Shoten (jap. 角川書店) ist ein Imprint des japanischen Verlags Kadokawa, das außerhalb Japans vor allem für die Veröffentlichung von Mangas bekannt ist.

## Geschichte
Kadokawa Shoten wurde am 10. November 1945 als Verlag von Gen’yoshi Kadokawa (角川 源義 Kadokawa Gen’yoshi; 1917–1976) in Tokio, einem Kenner der japanischen Literatur und Schüler von Orikuchi Shinobu, gegründet. Zunächst spezialisierte man sich vor allem auf japanische Literatur, publizierte ab Anfang der 1970er-Jahre aber auch Comics und produzierte Filme. Später war Kadokawa Shoten an Videospielen beteiligt. 2003 wurde das Unternehmen in zur Holdinggesellschaft K.K. Kadokawa Holdings (株式会社角川ホールディングス) – 2006 umbenannt in K.K. Kadokawa Group Holdings (Kadokawa GHD) – und der Verlags- und Vertriebsbereich als K.K. Kadokawa Shoten ausgegliedert. 2007 wurden auch das eigentliche Verlagsgeschäft ausgegliedert, so nur noch der Vertrieb übrig blieb und das Unternehmen zur K.K. Kadokawa Group Publishing umfirmierte. Das Verlagsgeschäft wurde in ein zum dritten Mal K.K. Kadokawa Shoten genanntes Unternehmen überführt.
2013 wurde das Mutterunternehmen Kadokawa Group Holdings in Kadokawa umbenannt und am 1. Oktober 2013 die acht Verlage der Unternehmensgruppe, darunter Kadokawa Shoten, als eigenständige Unternehmen aufgelöst und als Marken (Imprints) von Kadokawa weitergeführt.
Am 21. Mai 2014 wurde der japanische Spielentwickler From Software durch den Kauf von 80 % der Aktien von Kadokawa Shoten übernommen.

## Programm
Kadokawa Shoten verlegt einige Manga-Magazine. Das Asuka, in dem unter anderem D·N·Angel und X 1999 erscheinen, war eines der ersten Manga-Magazine für Mädchen, das sich nicht auf Liebesgeschichten, sondern vor allem auf abenteuerreiche Fantasy spezialisierte. Dragon Age und Shōnen Ace richten sich mit Comicserien wie Chrno Crusade und Neon Genesis Evangelion vorwiegend an eine männliche Leserschaft. Eine Auflage von über 200.000 Stück pro Monat erreichte im Jahr 2005 das Magazin Gundam Ace, das sich auf Serien aus der in Japan sehr populären Gundam-Reihe spezialisiert.

## Kadokawa Media
Kadokawa Media ist eine Zweigniederlassung des Unternehmens, das hauptsächlich im taiwanischen/chinesischen Sprachraum publiziert. Häufig werden hierbei Übersetzungen der hauseigenen japanischen Titel und Werke angeboten.